# Orville Derby
Orville Adalbert Derby (Kelloggsville, Nova Iorque, 23 de julho de 1851 – Rio de Janeiro, 27 de novembro de 1915) foi um geólogo e geógrafo estadunidense, naturalizado brasileiro.
Derby foi fundador do Serviço Geológico e Mineralógico do Brasil e um dos pioneiros da paleontologia brasileira.

## Biografia
Derby nasceu em 1851, em Kelloggsville, no Condado de Cayuga, no estado de Nova York. Era o terceiro filho de John C. Derby e Malvina A. Lindsey Derby, e passou sua infância na fazenda de seus pais em Finger Lakes, próxima à cidade de Kelloggsville. Fez seus primeiros estudos em sua cidade natal e os preparatórios na Albany Normal School.
Em 1869, aos 17 anos, Orville Derby ingressou na Universidade de Cornell, onde seu grande interesse pela geologia constituiu motivo para que Charles Frederick Hartt (1840-1878), seu professor de geologia e geografia, o convidasse para acompanhá-lo em sua viagem ao Brasil, realizada no verão de 1870. Nesta primeira viagem da Expedição Morgan dirigida por Hartt, ainda como estudante, Derby esteve no estado de Pernambuco, ocasião em que, na companhia do naturalista DeBorden Wilmont, organizou uma importante coleção de fósseis da formação Maria Farinha, suplantando tudo aquilo que já se tinha feito neste sentido até então.
No verão de 1871, Derby retornou ao Brasil, outra vez acompanhando Hartt, mas com o intuito de explorar o vale do Rio Amazonas. Nessa ocasião, realizou no baixo curso do Rio Tapajós uma importante coleta de fósseis carboníferos nos cálcários da formação Itaituba.
A Comissão Geológica do Império foi criada no final de 1874 visando construir um mapa geológico do Brasil. Sua organização foi confiada ao seu idealizador, Charles Frederic Hartt, que teve como assistentes Richard Rathburn; John Casper Branner; Orville Derby e dois engenheiros brasileiros, Francisco José de Freitas e Elias Fausto Pacheco Jordão, este último o primeiro brasileiro a estudar Engenharia Civil na Universidade de Cornell, onde se doutorou em 1874, no mesmo ano do doutoramento de Derby.
Ao ser convidado à incipiente Comissão Geológica do Império, Derby transferiu todo o acervo especializado ao Museu Nacional do Rio de Janeiro, onde organizou as coleções de mineralogia e paleontologia da instituição e dedicou-se às conclusões daquela expedição. Também fez importantes trabalhos básicos de geologia na Bacia do Paraná, entre os anos de 1879 e 1883 .
Dirigiu e fundou a Comissão Geográfica e Geológica de São Paulo (1886-1904) e o Serviço Geológico e Mineralógico do Brasil. Escreveu 174 memórias sobre geologia e geografia brasileiras. O importante legado que Derby deixou no Brasil é evidenciado e reconhecido não só por importantes estudos geológicos e paleontológicos realizados desde a sua juventude, mas sobretudo pela valiosa contribuição que ele prestou na organização e construção de importantes entidades técnico-científicas brasileiras.

## Morte
Na noite de 26 de novembro de 1915, aborrecido com as recentes reformas introduzidas nos serviços a que se dispunha pelo então presidente Venceslau Brás, Derby compareceu à casa de Miguel Calmon, onde jantou antes de recolher-se à meia-noite ao Hotel dos Estrangeiros, localizado entre as atuais ruas Senador Vergueiro e Barão do Flamengo, onde residia. Ali trabalhou até tarde numa análise de carvão do Paraná e descansou. Pela manhã, fez sua higiene habitual.
Por volta das dez horas ouviu-se um disparo na recepção do hotel. Um contínuo da repartição arrombou a porta e veio a encontrá-lo morto no seu quarto de dormir, deitado sobre a cama, ensanguentado, com a cabeça varada por uma bala de revólver. Havia cometido suicídio. Sobre a mesa a polícia encontrou uma carta que Derby começara a escrever ao Ministro da Fazenda Pandiá Calógeras. Seus restos mortais encontram-se sepultados no Cemitério de São João Batista, em Botafogo, zona sul do Rio de Janeiro.

## Homenagem
Cientistas da Universidade do Estado do Rio de Janeiro identificam uma nova espécie de dinossauro que viveu na Bahia e a batizaram como Tietasaura derbyiana, em homenagem à personagem Tieta, do livro de Jorge Amado e ao geólogo Orville A. Derby.